# Attatha notata
Attatha notata là một loài bướm đêm trong họ Noctuidae.